# Dinamo (sociedad deportiva)
Dinamo, también Dynamo, (en ruso y ucraniano: Динамо, bielorruso: Дына́ма) es la asociación deportiva y de entrenamiento físico más antigua de los países socialistas creada en 1923. En la Unión Soviética estaba bajo control del NKVD, el Comisariado del Pueblo para Asuntos Internos (cuerpo policial del otrora país comunista) .

## Historia

### Orígenes
El nombre dado a la asociación significa "energía en movimiento" del griego: δύναμις; dynamis -energía, y del latín: motio, -movimiento. La sociedad fue establecida el 18 de abril de 1923 en Moscú por un grupo de oficiales y miembros de la OGPU bajo el título original "Sociedad proletaria de Moscú Dynamo". A lo largo de la historia de la compañía, su nombre oficial cambió varias veces. Dinamo, junto a las fuerzas armadas y la Sociedad Deportiva de Voluntarios, crearon el sistema universal de educación física y deportes de la URSS. En su mayor apogeo conformó un total de 45 disciplinas deportivas para la sociedad soviética en 1971.

### Fundación y desarrollo

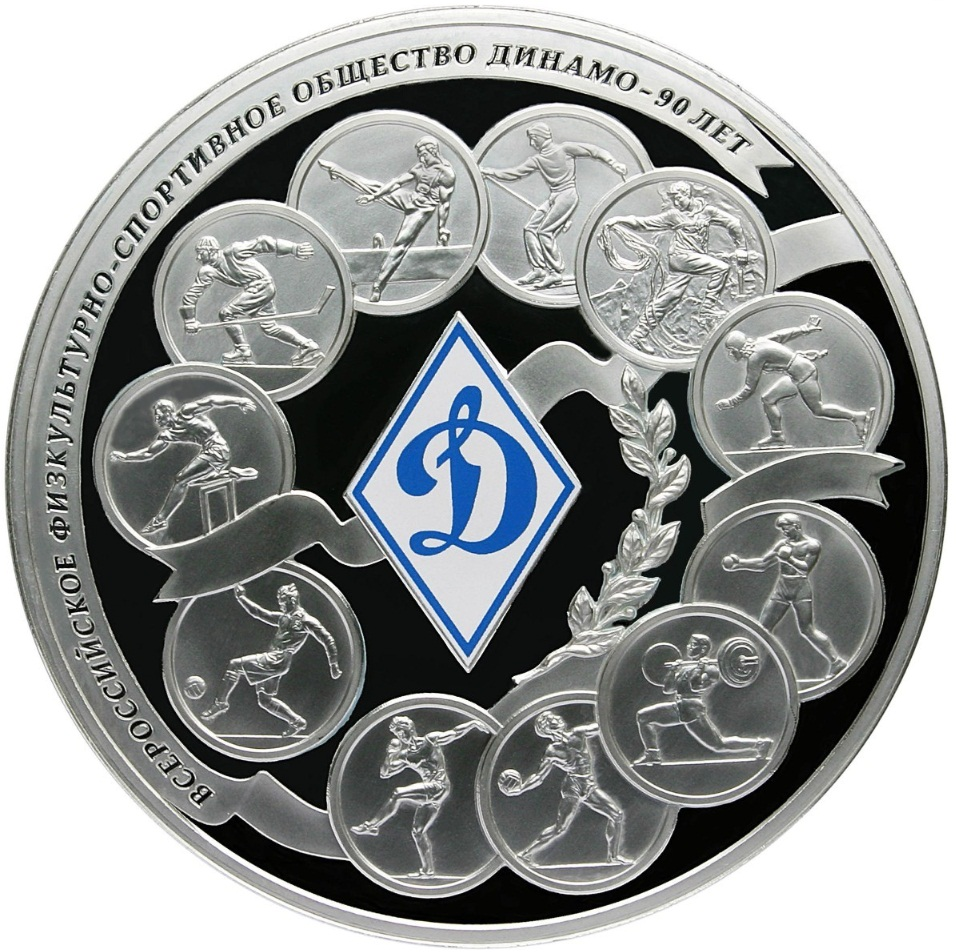
Moneda conmemorativa rusa en honor al Dinamo en 2013.

La sociedad "Dinamo" fue fundada oficialmente el 18 de abril de 1923 bajo la iniciativa de Felix Dzerzhinsky y bajo el amparo del Directorio Político del Estado (OGPU), la policía política soviética, el predecesor de otras estructuras de seguridad soviéticas y rusas tales como el KGB, el NKVD y el MVD. Durante el resto de la historia de la sociedad en la época soviética, se mantuvieron constantes conexiones con los distintos aparatos de seguridad del estado. Muchos atletas notables de la sociedad Dinamo fueron anteriormente oficiales del MVD o el KGB, conservando ambos salarios, pues éstos podían ser reactivados en sus funciones secretas en operaciones contra los países en los que se encontraban compitiendo.
Esta asociación se convirtió en internacional cuando muchos clubes deportivos en países de Europa del Este adoptaron aquella denominación, algunos aún la mantienen en la actualidad, con gran éxito en deportes como fútbol, hockey sobre hielo, voleyball, baloncesto, bandy o balonmano, pero después de la disolución de la Unión Soviética la única relación que mantienen entre sí es el nombre, ya que en cada país los equipos y/o sociedades deportivas tienen sus propios dueños privados. En fútbol podemos destacar a: FC Dinamo Bucureşti en Rumania, FC Dynamo Kiev en Ucrania, FC Dinamo Moscú y FC Dynamo San Petersburgo en Rusia, FC Dinamo Tbilisi de Georgia, FC Dinamo Minsk y FC Dinamo Brest de Bielorrusia, NK Dinamo Zagreb de Croacia y la sociedad deportiva Sportvereinigung Dynamo de la antigua Alemania del Este, donde estaban los actuales equipos de fútbol Berliner FC Dynamo y Dinamo Dresde. En hockey sobre hielo podemos destacar: HC Dynamo Moscú de Rusia, Dynamo Kiev (ahora Sokil Kiev) de Ucrania, HC Dinamo Minsk de Bielorrusia y Dinamo Riga de Letonia.

## Imágenes

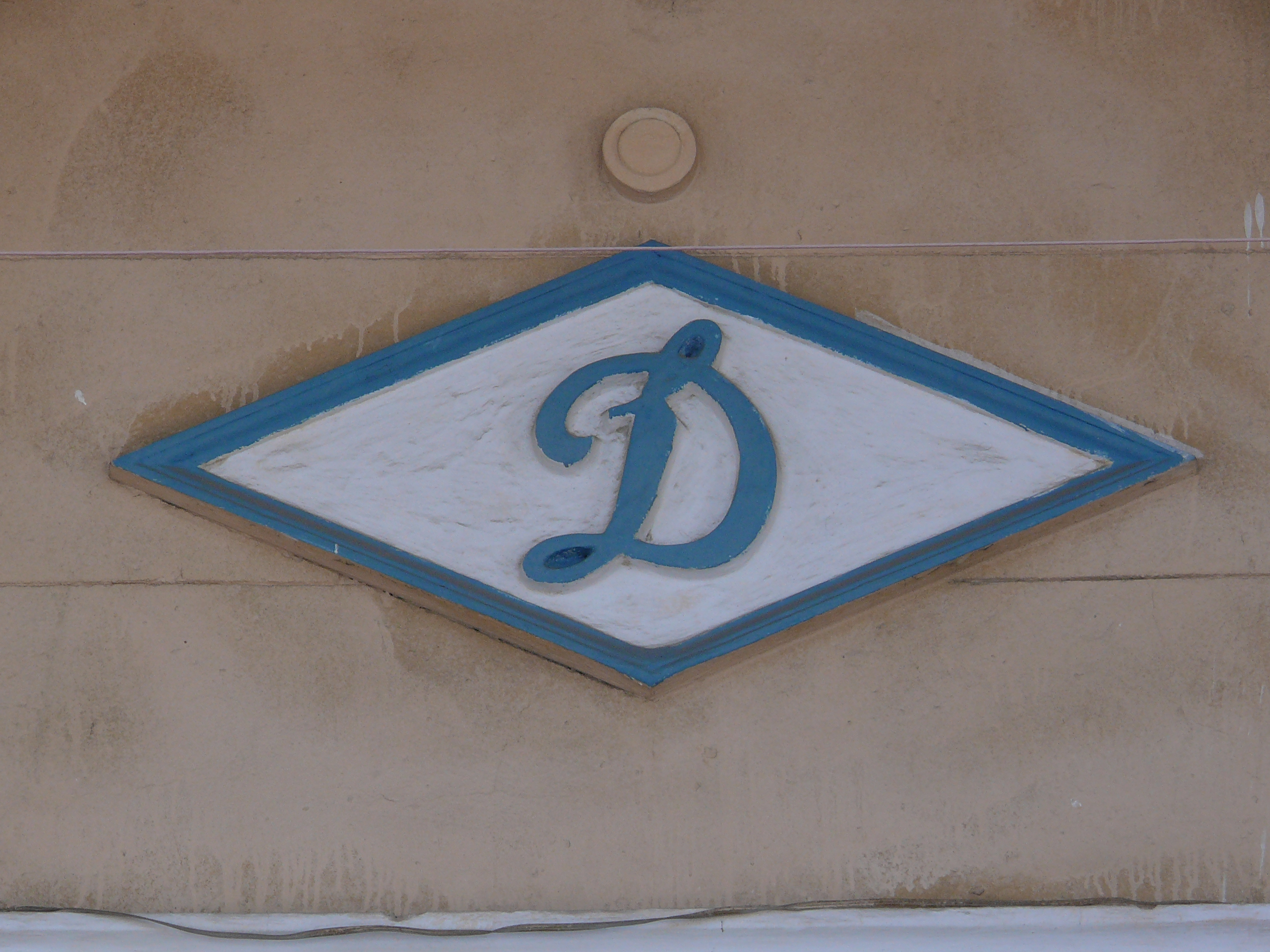
Emblema de la sociedad deportiva Dynamo en Járkov.
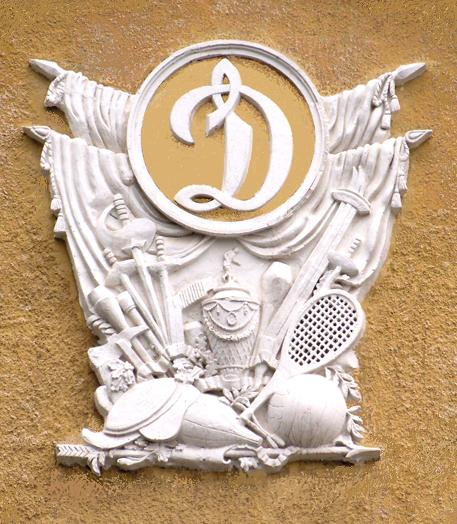
Emblema especial de la sociedad Dynamo.
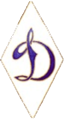
Clásico escudo del Dynamo.